# Pogonocherus perroudi
Pogonocherus perroudi — вид жесткокрылых из семейства усачей. Время лёта жука с апреля по август.

## Распространение
Распространён по всей территории Средиземноморья

## Описание
Жук длиной от 4 до 8 мм.

## Развитие
Жизненный цикл вида длится от года до двух лет. Кормится отпавшими веточками сосен (Pinus) видов: сосна алеппская (Pinus halepensis), сосна чёрная (Pinus nigra; подвид — Pinus nigra ssp. salzmanni), сосна приморская (Pinus pinaster), и др.

## Подвиды
- Pogonocherus perroudi brevipilosus Holzschuh, 1993
- Pogonocherus perroudi perroudi Mulsant, 1839